# El Robalar
El Robalar är en ort i Mexiko.   Den ligger i kommunen Culiacán och delstaten Sinaloa, i den västra delen av landet, 1 000 km nordväst om huvudstaden Mexico City. El Robalar ligger 7 meter över havet och antalet invånare är 528.
Terrängen runt El Robalar är mycket platt. Havet är nära El Robalar åt nordväst. Runt El Robalar är det ganska tätbefolkat, med 155 invånare per kvadratkilometer. Närmaste större samhälle är Eldorado, 17,2 km öster om El Robalar. 